# Фундаментальна послідовність
Фундаментальна послідовність — в математичному аналізі послідовність, члени якої наближаються як завгодно близько один до одного зі збільшенням порядкових номерів. Фундаментальні послідовності дійсних чисел завжди є збіжними, і тому послідовність можна перевірити на збіжність (так зв. збіжність за Коші) не знаходячи фактичного значення її границі. Поняття фундаментальної послідовності узагальнюється на довільні метричні простори. На відміну від дійсних чисел, воно може не бути еквівалентним до збіжності. Повний метричний простір нагадує дійсні числа у тому, що будь-яка фундаментальна послідовність є збіжна.

## Означення
- Послідовність {\displaystyle \ x_{1},x_{2},x_{3},\ldots } елементів метричного простору {\displaystyle \ (M,d)} називається фундаментальною послідовністю, якщо для кожного дійсного {\displaystyle \ \epsilon >0} існує таке ціле {\displaystyle \ N} (яке залежить від {\displaystyle \ \epsilon }), що для всіх цілих {\displaystyle \ m,n>N} виконується

{\displaystyle \rho (x_{m},x_{n})<\epsilon } (так званий критерій Коші).
Трохи неформально висловлюючись, вимагаємо, що члени послідовності {\displaystyle x} із достатньо великими індексами (більшими за {\displaystyle N}) стають як завгодно близькими один до одного у {\displaystyle M} (відстань менша за {\displaystyle \epsilon }). Це наштовхує на думку про існування границі фундаментальної послідовності у {\displaystyle M}. Але насправді границі може й не бути! А саме,
- Метричний простір {\displaystyle \ (M,d),} в якому кожна фундаментальна послідовність має границю в {\displaystyle \ M,} називають повним.

(Неформально: у {\displaystyle M} «немає дірок», множина точок розриву є множина міри 0, М — вимірна за Жорданом.)
Будь-який метричний простір {\displaystyle (M,d)} можна поповнити, тобто
розширити його до простору
{\displaystyle ({\overline {M}},{\overline {d}}),\quad M\subseteq {\overline {M}},\quad {\overline {d}}(x,y)=d(x,y)\quad \forall x,y\in M,}
приєднавши границі усіх фундаментальних послідовностей з {\displaystyle M.}

## Приклади
1. Будь-яка збіжна послідовність у довільному метричному просторі — фундаментальна. Наприклад: {\displaystyle x_{n}=1/n\in \mathbb {Q} ,} що має границю {\displaystyle 0\in \mathbb {Q} ,} — фундаментальна.
2. Множина {\displaystyle \mathbb {R} } дійсних чисел із звичайною відстанню
{\displaystyle d(x,y)=|x-y|} є повним метричним простором. (Це одна із найвизначніших властивостей
дійсних чисел, що може бути навіть використана для їх аксіоматичної характеризації.)
Тому довільна фундаментальна послідовність дійсних чисел має границю в {\displaystyle \mathbb {R} }. Повнота {\displaystyle \mathbb {R} } дозволяє надати умови для збіжності послідовності (або ряду) дійсних чисел без обчислювання її (його) границі (див. критерій Вейєрштраса). Наприклад, визначимо послідовність за правилом
(послідовності схожого типу з'являються у методі Ньютона розв'язання
рівнянь). Тоді неважко довести, що це — фундаментальна послідовність дійсних чисел, тому
вона має певну границю {\displaystyle x=\lim _{n\to \infty }x_{n}\in \mathbb {R} .}
3. Зауважимо, що всі члени щойно побудованої послідовності — раціональні числа, але її границя — ірраціональне число. Справді, {\displaystyle x=x/2+1/(x^{2}+3),} звідки одержуємо, що {\displaystyle x^{3}+3x-2=0,} тому {\displaystyle x\notin \mathbb {Q} .} Розглянута як послідовність елементів з {\displaystyle \mathbb {Q} } із звичайною відстанню, вона так само є фундаментальною. Оскільки ми винайшли фундаментальну послідовність раціональних чисел, яка не має границі серед раціональних чисел, метричний простір {\displaystyle \mathbb {Q} } не є повним. Одне із класичних означень дійсних чисел — вони є поповнення раціональних чисел, {\displaystyle \mathbb {R} ={\overline {\mathbb {Q} }}} (див. вище).
4. Розглянемо метричний простір {\displaystyle \mathbb {Z} } цілих чисел із звичайною відстанню {\displaystyle d(x,y)=|x-y|.} Тоді неважко переконатися, що послідовність {\displaystyle (x_{n})} — фундаментальна лише тоді, якщо вона «згодом постійна», тобто всі її члени із достатньо великими індексами дорівнюють певній цілій константі {\displaystyle C\in \mathbb {Z} .} Справді, обираючи в означенні фундаментальної послідовності {\displaystyle \epsilon =1,} знаходимо, що існує таке ціле {\displaystyle N}, що для всіх індексів {\displaystyle m,n>N} виконується {\displaystyle |x_{n}-x_{m}|<1.} Оскільки всі {\displaystyle x_{n}} — цілі числа, а відстань між будь-якими відмінними цілими числами принаймні {\displaystyle 1,} маємо {\displaystyle x_{n}=x_{m}(=C)} для всіх {\displaystyle m,n>N.}
5. Розглянемо множину {\displaystyle \mathbb {N} } натуральних чисел як метричний простір із дещо незвичайною відстанню. По-перше, нехай {\displaystyle ord_{10}(m,n)} дорівнює максимальній кількості останніх цифр (тобто, рахуючи з кінця) у десятковому записі {\displaystyle m} та {\displaystyle n,} що збігаються між собою. Наприклад, {\displaystyle ord_{10}(11,12)=0,ord_{10}(111,211)=2,ord_{10}(1,123111)=1.} Інакше кажучи, {\displaystyle ord_{10}(m,n)} — це число нулів наприкінці десяткового запису {\displaystyle m-n.} Визначимо відстань між натуральними числами за формулою {\displaystyle d(m,n)=10^{-ord_{10}(m,n)}.} Можна переконатися, що {\displaystyle (\mathbb {N} ,d)} становить собою метричний простір (пор. p-адичні числа). Утворимо послідовність {\displaystyle (x_{n})} таким чином, що {\displaystyle x_{n+1}} одержано з {\displaystyle x_{n}} додаванням попереду його десяткового запису будь-якої цифри, що не дорівнює нулю (наприклад, можна визначити {\displaystyle x_{n}=11\ldots 1,} що складається з {\displaystyle n}одиниць). Тоді {\displaystyle (x_{n})} — це фундаментальна послідовність, що не має границі у {\displaystyle \mathbb {N} .} Зокрема, цей метричний простір не є повним.

## Властивості
1. Кожна збіжна послідовність є фундаментальною, і кожна фундаментальна послідовність є обмеженою.
2. Якщо {\displaystyle (x_{n})} і {\displaystyle (y_{n})} — дві фундаментальні послідовності в просторі раціональних, дійсних чи комплексних чисел, тоді сума {\displaystyle (x_{n}+y_{n})} і добуток {\displaystyle (x_{n}y_{n})} також є фундаментальними послідовностями.
3. Якщо {\displaystyle f\colon M\to N} є рівномірно неперервним відображенням метричних просторів і {\displaystyle (x_{n})} є фундаментальною послідовністю в {\displaystyle M,} тоді {\displaystyle (f(x_{n}))} є фундаментальною послідовністю в {\displaystyle N.}